# Степне (Тимірязєвський район)
Степне́ (каз. Степное) — село у складі Тимірязєвського району Північноказахстанської області Казахстану. Адміністративний центр Куртайського сільського округу.
Населення — 469 осіб (2021; 687 у 2009, 748 у 1999, 1027 у 1989).
Національний склад станом на 1989 рік:
- росіяни — 60 %.